# Испанско-маршалловские отношения
Испанско-маршалловские отношения — двусторонние дипломатические отношения между Королевством Испания и Республикой Маршалловы Острова.

## История
21 августа 1526 года Торибио Алонсо де Саласар открыл атолл Бокак, назвав его «Сан-Бартоломе». В октябре 1527 года Альваро де Сааведра Серон открыл атоллы Утирик, Така, Ронгелап, Аилингинаэ, назвав последние два «Лос-Рейес». 21 сентября 1529 года он наткнулся на, вероятно, атолл Уджеланг, назвав его «Лос-Пинтадос», а 1 октября 1529 года, вероятно, — Бикини и Эниветок, назвав их «Лос-Жардинес». В 1542 году Руй Лопес де Вильялобос открыл, вероятно, атоллы Эрикуб, Ликиеп, Лаэ, Малоэлап, Уджаэ и Вото. 8 января 1556 года Мигель Лопес де Легаспи открыл, предположительно, остров Либ, названный им «Нададорес».
Испанская империя считала Маршалловы Острова своими, однако в 1899 году она продала их Германской империи.

## Дипломатические отношения
Маршалловы Острова имеют посольство в городе Мадрид и консульство в городе Барселона. Испания имеет почётное консульство в городе Маджуро.